# Escadron d'instruction en vol 3/5 Comtat Venaissin
L'escadron d'instruction en vol 3/5 Comtat Venaissin est une unité de formation de l'armée de l'air française faisait partie du Centre de formation aéronautique militaire initial de Salon-de-Provence.

## Historique

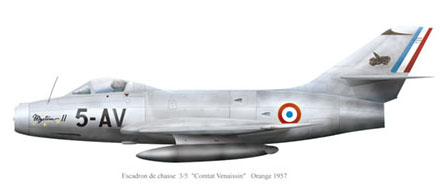
Mystère IIC de l'EC 3/5 Comtat Venaissin

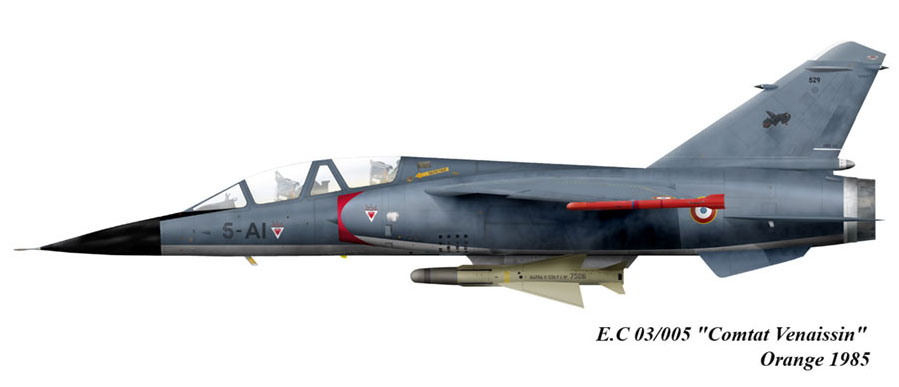
Mirage F1B du 3/5 Comtat Venaissin

L'EC 3/5 Comtat Venaissin a été créé le 1er février 1953, au sein de la 5e escadre de chasse, d'abord en tant qu'unité école. Dès l'année suivante, il devient une unité de combat à l'occasion de son passage sur Mistral. L'escadron est dissous 31 octobre 1957, alors que les Mystère II viennent d'arriver sur la base d'Orange.
L'EC 3/5 Comtat Venaissin est recréé le 1er juillet 1981, en tant qu'unité de formation équipée de biplaces Mirage F1B. Sept ans plus tard, l'escadron bascule sur Mirage F1C monoplaces et est déployé au Tchad.
En 1990, l'EC 3/5 Comtat Venaissin est transformé sur Mirage 2000C/RDI. En février 1991, il participe à l'Opération Daguet. L'escadron est finalement dissous le 30 mai 1997.
Les traditions du Comtat Venaissin ont été reprises depuis le 10 septembre 2015 par l'EIV 3/5 Comtat Venaissin du Centre de formation aéronautique militaire initial de Salon-de-Provence.

## Escadrilles
- ERC 571
- SPA 171 Dragon

## Bases
- Base aérienne 115 Orange-Caritat (1953-1997)
- Base aérienne 701 Salon-de-Provence (depuis 2015)

## Appareils
- De Havilland Vampire (1953)
- Mistral (1954-1956)
- Dassault Mystère II (1957)
- Dassault Mirage F1 B (12 Juin 1981-1988)
- Dassault Mirage F1 C (Février 1982-1990)
- Dassault Mirage 2000C/RDI (1990-1997)
- Cirrus SR20 (2015-)
- Cirrus SR22 (2019-)